# باب اتکینز
باب اتکینز (انگلیسی: Bob Atkins؛ زادهٔ ۱۶ اکتبر ۱۹۶۲) بازیکن فوتبال اهل بریتانیا است.
از باشگاه‌هایی که در آن بازی کرده‌است می‌توان به باشگاه فوتبال پرستون نورث اند و باشگاه فوتبال شفیلد یونایتد اشاره کرد.